# PowerPC

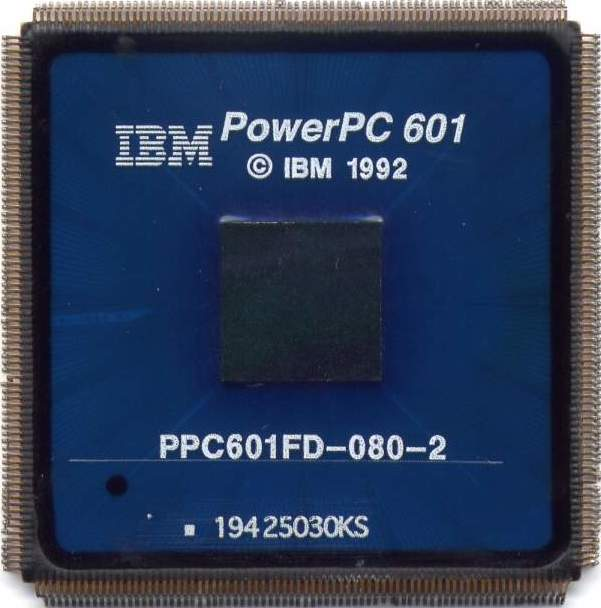
Bộ vi xử lý PowerPC 601 của IBM

PowerPC (Performance Optimization With Enhanced RISC – Performance Computing, đôi khi được viết tắt là PPC) là một kiến trúc tập lệnh của bộ lệnh máy tính rút gọn (RISC) của liên minh Apple - IBM - Motorola, được gọi là AIM, tạo ra. PowerPC, như một bộ lệnh phát triển, từ năm 2006 được đặt tên là Power ISA, trong khi tên cũ tồn tại như một nhãn hiệu cho một số triển khai bộ xử lý Power Architecture.
PowerPC là nền tảng của các sáng kiến PReP và Nền tảng tham chiếu phần cứng chung của AIM trong những năm 1990. Ban đầu được dành cho máy tính cá nhân, kiến trúc này nổi tiếng vì được các dòng Power Macintosh, PowerBook, iMac, iBook và Xserve của Apple sử dụng từ năm 1994 đến 2006, khi Apple chuyển sang x86 của Intel. Nó đã trở thành một phân khúc thích hợp trong máy tính cá nhân, nhưng vẫn phổ biến cho các bộ xử lý nhúng và hiệu năng cao. Việc sử dụng nó trong thế hệ thứ 7 của máy chơi game video và các ứng dụng nhúng đã cung cấp một loạt các ứng dụng. Ngoài ra, CPU PowerPC vẫn được sử dụng trong AmigaOne và máy tính cá nhân AmigaOS 4 của bên thứ ba.
PowerPC chủ yếu dựa trên kiến trúc tập lệnh POWER trước đây của IBM và duy trì mức độ tương thích cao với nó; các kiến trúc vẫn đủ gần để các chương trình và hệ điều hành tương tự sẽ chạy trên cả hai nếu chuẩn bị cẩn thận; các chip mới hơn trong sê-ri POWER sử dụng Power ISA.